# U-Bahnhof Tonhalle/Ehrenhof
Der U-Bahnhof Tonhalle/Ehrenhof (früher: U-Bahnhof Tonhalle) ist eine Station der Düsseldorfer Stadtbahn. Er liegt im Verlauf der zweiten Stammstrecke am Rande der Altstadt der nordrhein-westfälischen Landeshauptstadt Düsseldorf. Der zwischen den Fahrbahnen des Individualverkehrs auf der Rampe der Oberkasseler Brücke oberirdisch errichtete U-Bahnhof wurde am 6. August 1988 dem Verkehr übergeben. Seitdem erschließt dieser die zahlreichen in direkter Umgebung ansässigen kulturellen Einrichtungen. Dazu zählen neben den Namensgebern Tonhalle und Ehrenhof auch die Kunstakademie Düsseldorf. Der U-Bahnhof wird von den Stadtbahnlinien U70, U75, U76 und U77 bedient. Es besteht eine Umsteigemöglichkeit zur Schnellbuslinie SB50.

## Lage

Lage im Stadtgebiet

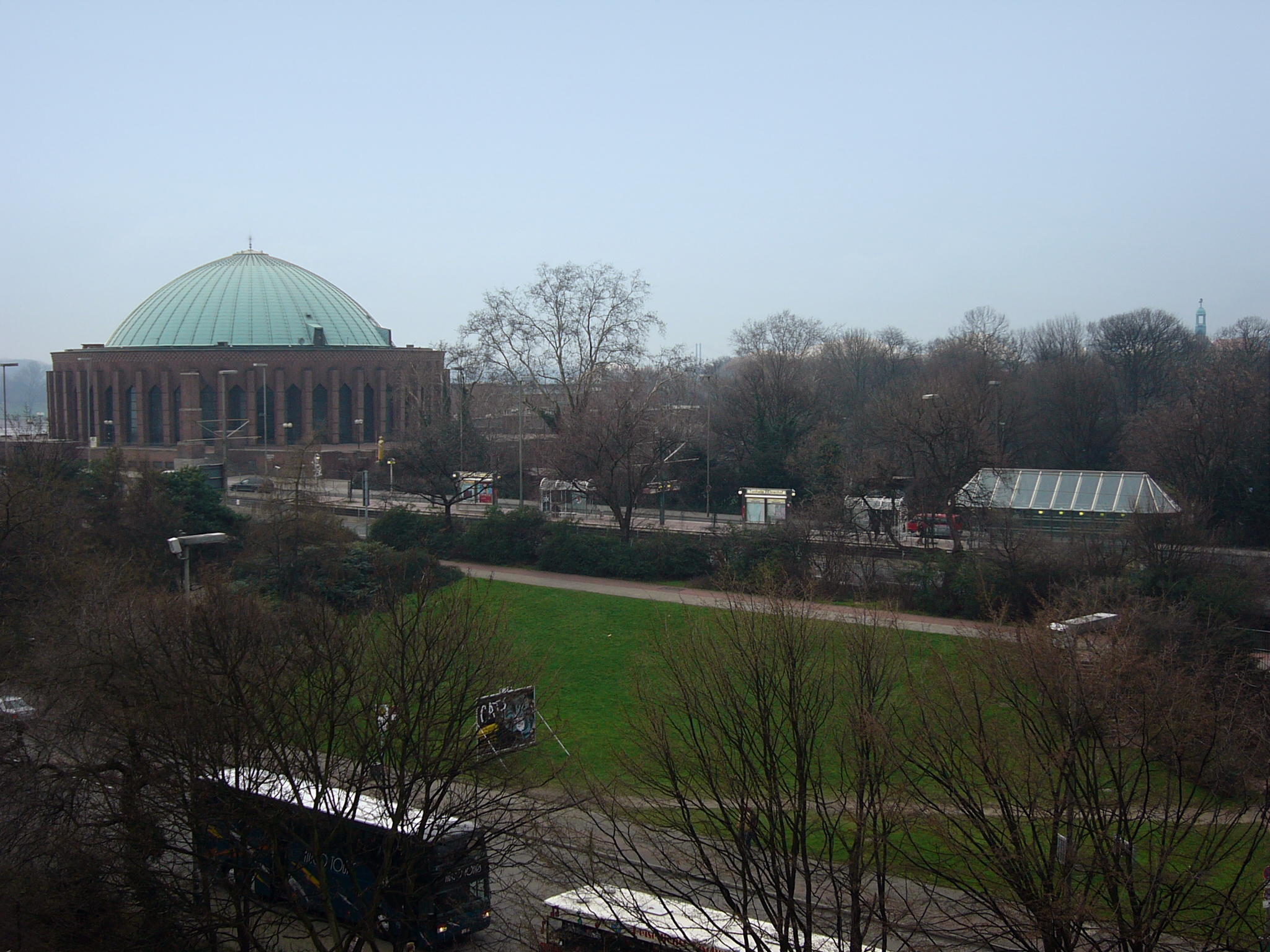
Blick von der Kunstakademie auf den U-Bahnhof

Die aus dem Linksrheinischen kommenden Stadtbahnlinien erreichen nach dem Überqueren des Rheins das Zentrum der Stadt.
Hinter dem U-Bahnhof Tonhalle/Ehrenhof wird die Stadtbahnstrecke über eine östlich gelegene Rampe in den Innenstadttunnel der Düsseldorfer Stadtbahn geführt. Dort trifft sie auf die erste Stammstrecke, welche die Verkehre aus Duisburg bzw. dem Düsseldorfer Norden in die Innenstadt führt. Zwischen den Strecken bestehen Umsteigebeziehungen am folgenden, etwa 800 m entfernten U-Bahnhof Heinrich-Heine-Allee, welcher die zentralen Teile der Düsseldorfer Innenstadt erschließt.
Der Bahnhof, auf der Grenze der Stadtteile Altstadt und Pempelfort gelegen, ist zentraler Ein- und Ausstiegspunkt für Besucher der zahlreichen umliegenden kulturellen Institutionen. Dazu zählt die dem Bahnhof im Norden gegenüberliegende Tonhalle. Diese entstand im Rahmen der GeSoLei in den 1920er Jahren zusammen mit dem nördlich anschließenden Ehrenhof. Sie beherbergt seit 1979 den größten Konzertsaal der Stadt mit 1933 Plätzen im großen Saal und 300 Plätzen im Kammermusiksaal. Im Ehrenhof-Komplex sind außerdem das NRW-Forum, ein Haus für Wechselausstellungen, und das Museum Kunstpalast mit dem darin befindlichen Robert-Schumann-Saal untergebracht. Westlich schließt sich das Ufer des Rheins an. Im Osten befindet sich mit dem Hofgarten die größte Grünfläche der Düsseldorfer Innenstadt.
Im Süden befindet sich das Gebäude der Düsseldorfer Kunstakademie. Sie gilt seit Jahrzehnten als eine der bedeutsamsten Hochschulen ihrer Art in Europa und ist Ausbildungsstätte für über 350 Studenten. In Höhe der Kunstakademie beginnt auch die Rheinuferpromenade. Für diese und das Westufer des Rheins stellt der U-Bahnhof die einzige Anbindung an das Stadtbahnnetz dar.

## Geschichte

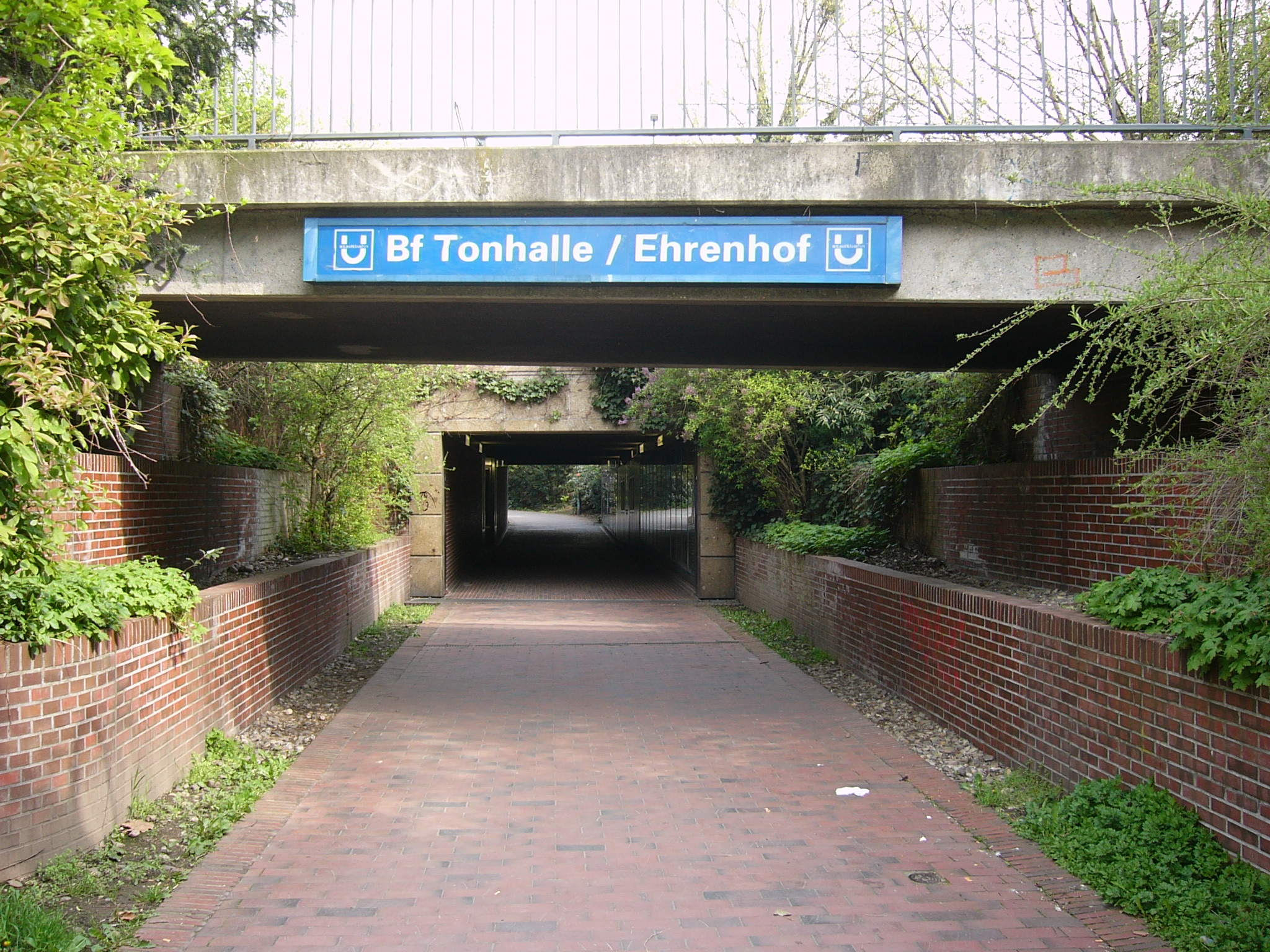
Unterführung mit Zugang zum U-Bahnhof

Der Innenstadttunnel der zweiten Stammstrecke sollte nach den ursprünglichen Planungen aus den 1970er Jahren bereits 1983 in Betrieb gehen. Probleme bei der Finanzierung führten jedoch zu einer Verzögerung des Baubeginns. Dieser erfolgte schließlich zu Beginn des Jahres 1979.
In verschiedenen Planungsvarianten war auch eine unterirdische Führung der Stadtbahn unter dem Rhein hindurch erwogen worden. Diese Idee wurde jedoch aus Kostengründen nicht umgesetzt. Beim Neubau und der anschließenden Verschiebung der Oberkasseler Brücke, zwischen 1969 und 1976, war auf dem Bauwerk bereits ein eigener abgetrennter Bereich für die Schienen der Straßen- und damit für die spätere Stadtbahn vorbereitet worden.
In den ursprünglichen Planungen für die zweite Stammstrecke war der U-Bahnhof Tonhalle/Ehrenhof nicht vorgesehen. So wurde dieser ebenfalls nicht, wie viele andere oberirdisch gelegenen Haltepunkte, vorher von der Düsseldorfer Straßenbahn bedient. Diese hielt nach der Überquerung der Oberkasseler Brücke erst am Ratinger Tor. Der durch die Stadtbahn nun entstehende größere Haltestellenabstand zwischen dem U-Bahnhof Heinrich-Heine-Allee und dem Haltepunkt Luegplatz in Oberkassel führte zur Neuplanung eines Halts auf halber Strecke. Die Baumaßnahmen wurden erst im weiteren Verlauf der Gesamtmaßnahmen für den Innenstadttunnel aufgenommen. Die Bauarbeiten für den Innenstadttunnel wurden 1988 beendet. Im Laufe des Jahres wurde die neue Strecke mit den bestehenden verbunden. So wurde am 7. Mai desselben Jahres der Betrieb auf dem unterirdischen Streckenabschnitt zwischen Hauptbahnhof und Klever Straße aufgenommen. Dafür war ein Abriss der bestehenden Rampe des Nordtunnels in Höhe des Opernhauses notwendig. Drei Monate nach dem Einfädeln der ersten Stammstrecke in den Innenstadttunnel wurde am 6. August 1988 auch die zweite Stammstrecke in diesen eingeführt. Im Zuge dieser Eröffnung ging auch am gleichen Tag der damals noch als U-Bahnhof Tonhalle bezeichnete Halt in Betrieb.
Der Umbau des Ehrenhofs in den 1990er Jahren ließ diesen in seiner Bedeutung und die Erwartung an Besuchern steigen. Um diesem Rechnung zu tragen und die Bedeutung der nun neu entstandenen Museen zu verdeutlichen, wurde der Name des U-Bahnhofs, welcher bis dahin nur die benachbarte Tonhalle in selbigem führte, um den Zusatz Ehrenhof ergänzt.

## Bahnhofsanlage
Der U-Bahnhof ist auf Straßenniveau zwischen zwei Richtungsfahrbahnen errichtet. Dadurch bedingt wird die Erschließung für die Fahrgäste durch eine Fußgängerunterführung hergestellt. Der Mittelbahnsteig ist hochflurig ausgeführt und ermöglicht somit einen barrierefreien Ein- und Ausstieg in die Fahrzeuge der Stadtbahn. Dies und das Nichtvorhandensein von Querungsmöglichkeiten für Fußgänger im Gleisbereich lassen den Bahnhof dem U-Bahnstandard entsprechen. Die Bahnsteiglänge beträgt 60 Meter, damit kann der Bahnhof von Stadtbahnfahrzeugen in Doppeltraktion angefahren werden.
Die Bahnsteigkante ist mit hellem Betonstein ausgeführt und hebt sich damit von dem ansonsten mit rotem Backstein gepflasterten Bereich auch optisch ab. Der massiv ausgeführte Baukörper ist mit einer Reihe in der Bahnsteigmitte angepflanzter Bäume gestaltet. Die Möblierung ist, analog zu der in den übrigen U-Bahnhöfen der ersten, zweiten und dritten Generation verwendeten, in Metallfarben gehalten. Zwei größere Schaukästenwände dienen der Fahrgastinformation und zusätzlich den anliegenden kulturellen Einrichtungen als Aushangfläche. Entlang des Bahnsteigs sind zwei Unterstellanlagen angeordnet. Sie sind jeweils auf eine Fahrtrichtung ausgerichtet und bieten so, mit ihren in Glas ausgeführten Wänden, nach drei Seiten Schutz vor Witterung.
Der Zugang zu den Bahnsteigen wird lediglich über die östliche Seite hergestellt. Hier stehen den Fahrgästen ein Schrägaufzug und eine feste Treppenanlage zur Verfügung. Beide sind durch einen Aufbau vor Witterung geschützt. Dieser besteht aus einer Stahlkonstruktion, welche mit Glasflächen ausgefüllt ist. Er ist das markante Merkmal des U-Bahnhofs und bildet einen optischen Blickfang.
Die Konstruktion und die Gestaltung dieses Bahnhofs ist im gesamten Düsseldorfer Stadtbahnnetz kein weiteres Mal anzutreffen, während die unterirdisch gelegenen Bahnhöfe jeweils mindestens über ein bauähnliches Pendant verfügen.
Über die Treppe und den Aufzug erreicht man die Unterführung, welche die nördlich und südlich der Brückenrampe gelegenen Teile der Stadt miteinander verbindet. Diese ist, wie auch der Bodenbelag des Bahnsteigs in roten Backstein gehalten. Die östliche Wand wurde durch eine Kunstinstallation gestaltet. Das Zusammenspiel mehrerer kleiner, im Hintergrund beleuchteter Fotos ergibt wiederum ein großes auf Farben reduziertes Bild.

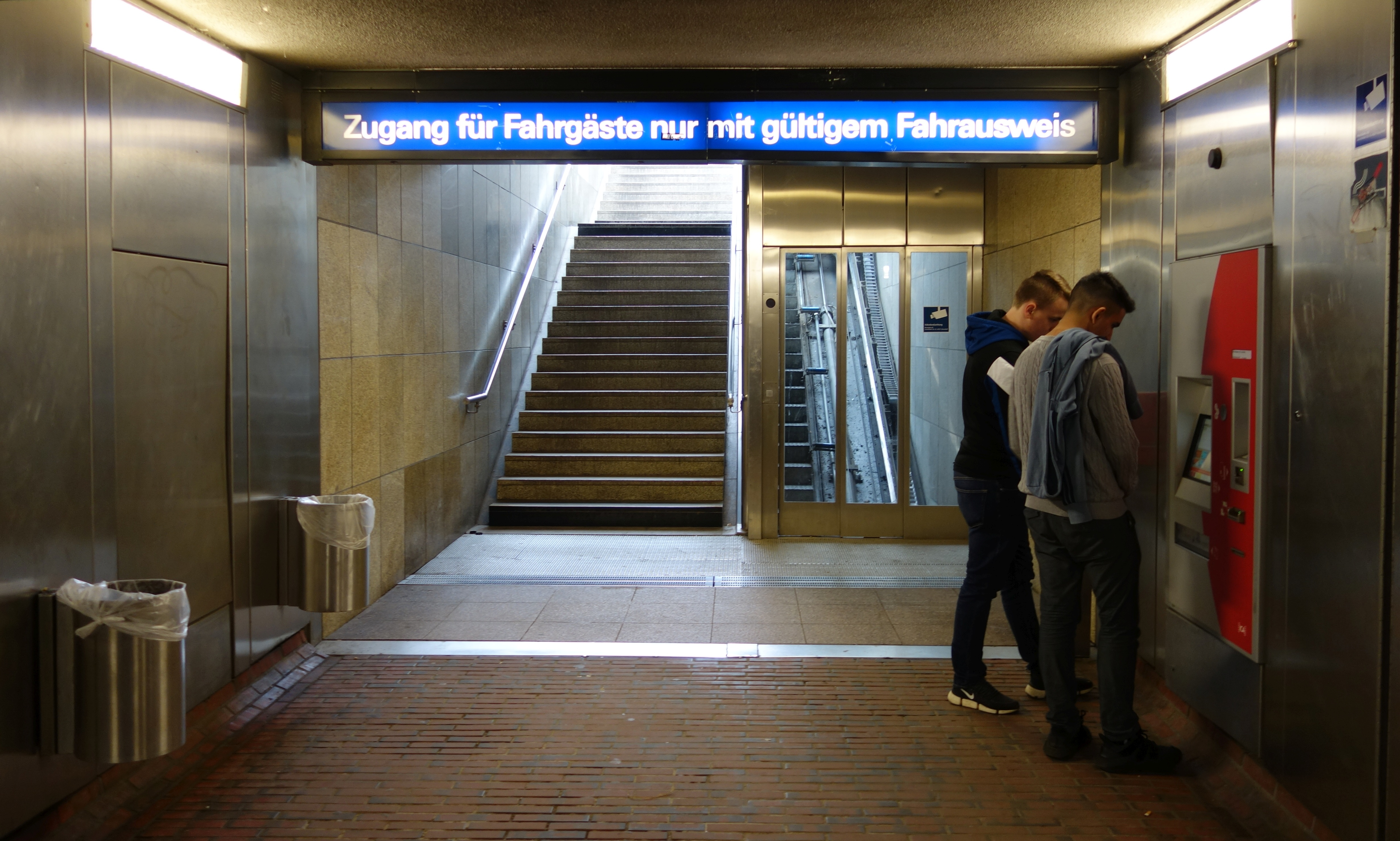
Aufgang zum Bahnsteig
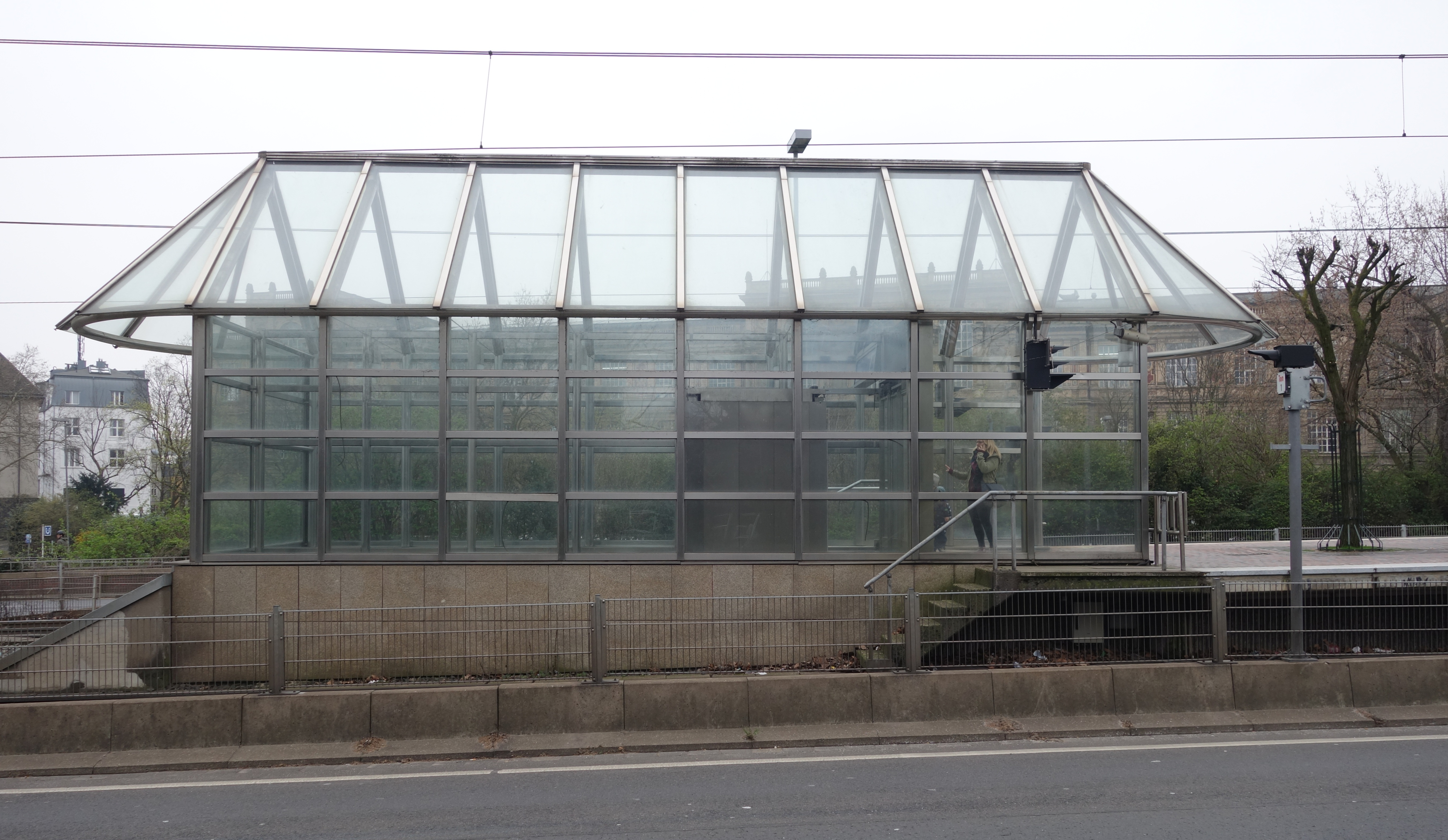
Bahnsteig, Glasüberdachung
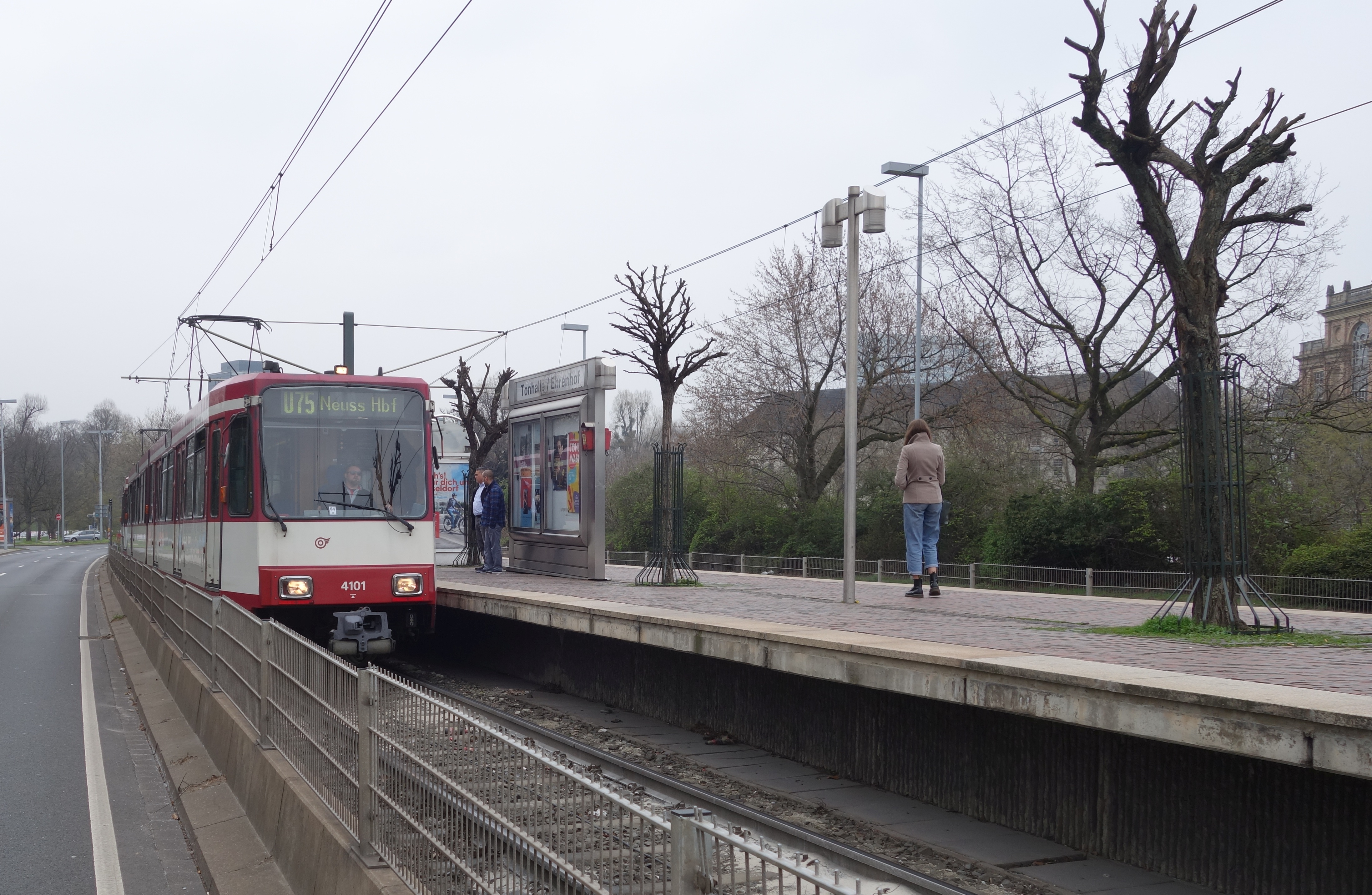
Bahnsteig, Blickrichtung Ost

## Verkehr
Der U-Bahnhof Tonhalle/Ehrenhof befindet sich im Verlauf der zweiten Stammstrecke des Düsseldorfer Stadtbahnnetzes. Alle fünf auf dieser Strecke verkehrenden Linien bedienen den Bahnhof. Neben den Umsteigemöglichkeiten zwischen den einzelnen Stadtbahnlinien besteht hier seit Dezember 2009 eine Umsteigemöglichkeit zur Schnellbuslinie SB50 zu den Rheinterrassen und nach Haan.
Über die Expresslinie aus Krefeld sowie die weiteren ergänzenden Linien aus Meerbusch und Neuss werden die linksrheinisch gelegenen Nachbarstädte sowie die Stadtteile Lörick, Heerdt und Oberkassel erreicht. In Richtung Altstadt besteht die Verbindung zu dem zentralen Umsteigepunkt Heinrich-Heine-Allee. Dort sind Umsteigemöglichkeiten zu mehreren Buslinien sowie zur sogenannten Wehrhahn-Linie vorhanden. Hinter dem Umsteigebahnhof Düsseldorf Hbf, welcher die Stadtbahn mit der S-Bahn Rhein-Ruhr und weiteren Verbindungen im Regional- und Fernverkehr verknüpft, werden im weiteren Verlauf der ersten, bzw. der zweiten Stammstrecke die südöstlich gelegenen Stadtteile Lierenfeld, Eller, Oberbilk, Wersten, Holthausen und Benrath angebunden.
Alle hier verkehrenden Stadtbahnlinien werden von der Düsseldorfer Rheinbahn mit hochflurigen Stadtbahnfahrzeugen des Typs B80D betrieben. Auf der Linie U75 verkehren außerdem auch, aus Straßenbahnwagen des Typs GT8S, umgebaute Fahrzeuge des Typs GT8SU.
| Linie | Verlauf | Takt                      |
| ----- | --- | ------------------------- |
|       | Krefeld, Rheinstraße – Krefeld Hbf – Dießem – Königshof – KR-Fischeln, Grundend – Meerb.-Osterath, Hoterheide – Bovert – Haus Meer – Büderich, Landsknecht – D-Lörick – Prinzenallee – Belsenplatz – Tonhalle/Ehrenhof – U Heinrich-Heine-Allee – U Steinstraße/Königsallee – U Oststraße – U Düsseldorf Hbf ← U D-Handelszentrum/Moskauer Straße Hochflurbetrieb der Rheinbahn; ehemalige K-Bahn; ergänzender Schnellverkehr zur Linie U 76 während der HVZ; es werden nicht alle Haltestellen der Linie U 76 bedient. | 20 min                    |
|       | Neuss Hbf – Blücherstraße – NE Am Kaiser – D-Heerdt, Vogesenstraße – Handweiser – Aldekerkstraße – Heesenstraße – Nikolaus-Knopp-Platz – Dominikus-Krankenhaus – Drusustraße – Belsenplatz – Barbarossaplatz – Luegplatz – Tonhalle/Ehrenhof – U Heinrich-Heine-Allee – U Steinstraße/Königsallee – U Oststraße – U Düsseldorf Hbf – U Handelszentrum/Moskauer Straße – U Kettwiger Straße – Ronsdorfer Straße – Lierenfeld, Betriebshof – Schlesische Straße – Jägerstraße – D-Eller Mitte – Alt Eller – D-Eller, Vennhauser Allee Hochflurbetrieb der Rheinbahn; Linie gehört zum Düsseldorfer Nachtnetz; Abweichender Takt: Mo–Fr 21–0 Uhr, Sa 7–9, So 8–20 Uhr alle 15 min; So 5–9 Uhr alle 30 min | 10 min                    |
|       | Krefeld, Rheinstraße1 – Krefeld Hbf – Dießem – Königshof – Fischeln – KR-Fischeln, Grundend – Osterath, Görgesheide2 – Hoterheide – Kamperweg – Bovert – Haus Meer – Forsthaus – Büderich, Landsknecht – Düsseldorf-Lörick3 – Löricker Straße – Lohweg – Prinzenallee – Heerdter Sandberg – Comenius-Gymnasium – Belsenplatz – Barbarossaplatz – Luegplatz – Tonhalle/Ehrenhof – U Heinrich-Heine-Allee – U Steinstraße/Königsallee – U Oststraße – U Düsseldorf Hbf – U Oberbilker Markt/Warschauer Straße – U Ellerstraße – U D-Oberbilk – Kaiserslautener Straße – Provinzialplatz – Werstener Dorfstraße – Opladener Straße – Ickerswarder Straße – Elbruchstraße – D-Holthausen4 Hochflurbetrieb der Rheinbahn; ehemalige K-Bahn; Abschnitt 3–4 dieser Linie gehört zum Düsseldorfer Nachtnetz; in den Schulferien gilt ein besonderer Fahrplan. Abweichender Takt: Abschnitt 3–4: Mo–Sa 21–0 Uhr und So alle 15 Minuten; Abschnitt 1–3: Mo–Sa 21–0 Uhr und So alle 30 Minuten | 20 min (1-3) 10 min (3-4) |
|       | D-Lörick, Am Seestern – Prinzenallee – Heerdter Sandberg – Comenius-Gymnasium – Belsenplatz – Barbarossaplatz – Luegplatz – Tonhalle/Ehrenhof – U Heinrich-Heine-Allee – U Steinstraße/Königsallee – U Oststraße – U Düsseldorf Hbf – U Handelszentrum/Moskauer Straße – U Kettwiger Straße – Ronsdorfer Straße – Lierenfeld, Betriebshof Hochflurbetrieb der Rheinbahn; verkehrt nur Mo–Fr 5–21 Uhr und Sa 8–21 Uhr | 10 min                    |

## Weiterführende Informationen

Logo der Stadtbahn Rhein-Ruhr